# Giochi della XIX Olimpiade
I Giochi della XIX Olimpiade (in spagnolo: Juegos de la XIX Olimpiada, in nāhuatl: Āltepētl Mēxihco 1968), noti anche come Città del Messico '68 o Messico '68 vennero svolti a Città del Messico, in Messico, dal 12 al 27 ottobre 1968.

## Assegnazione
Per appoggiare la propria candidatura il Messico presentò, in un libro di 180 pagine in due lingue, non solo la documentazione ufficiale richiesta ma anche un piano di ammortamento delle spese, una raccolta storica del paese, i risultati degli eventi sportivi svolti prima, una descrizione dettagliata delle strutture sportive e le condizioni climatiche di Città del Messico, e una raccolta di pareri e ricerche mediche sui possibili effetti dell'altitudine (2240 m sopra il livello del mare).
Parteciparono 5516 atleti, in rappresentanza di 112 paesi, gareggiando in 18 sport e 172 specialità.
Città del Messico fu scelta come sede nell'assemblea del Comitato Olimpico Internazionale del 1963 svoltasi a Baden-Baden, Germania. Le altre città che si erano candidate a ospitare i giochi erano: Lione, Detroit e Buenos Aires.
| Città             | Nazione     | 1ª votazione |
| ----------------- | ----------- | ------------ |
| Città del Messico | Messico     | 30           |
| Detroit           | Stati Uniti | 14           |
| Lione             | Francia     | 12           |
| Buenos Aires      | Argentina   | 2            |

Non mancarono però le polemiche, soprattutto da vari quotidiani europei, riguardo possibili problemi dovuti all'elevata altitudine della città:
(Manfred Kinder, Berliner Ausgabe, 11 dicembre 1964)
(Ekstra Bladet, 20 ottobre 1965)
Questi timori furono ampiamente smentiti durante la 111ª Settimana sportiva internazionale, che fu organizzata proprio a Città del Messico su offerta del Comitato Organizzatore dei Giochi. I risultati dei vari eventi risolsero definitivamente la controversia sull'altitudine e permisero ai singoli comitati nazionali di inviare le proprie squadre.

## Sviluppo e preparazione

### Sedi di gara

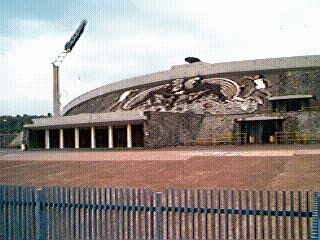
Lo stadio olimpico universitario visto dall'esterno

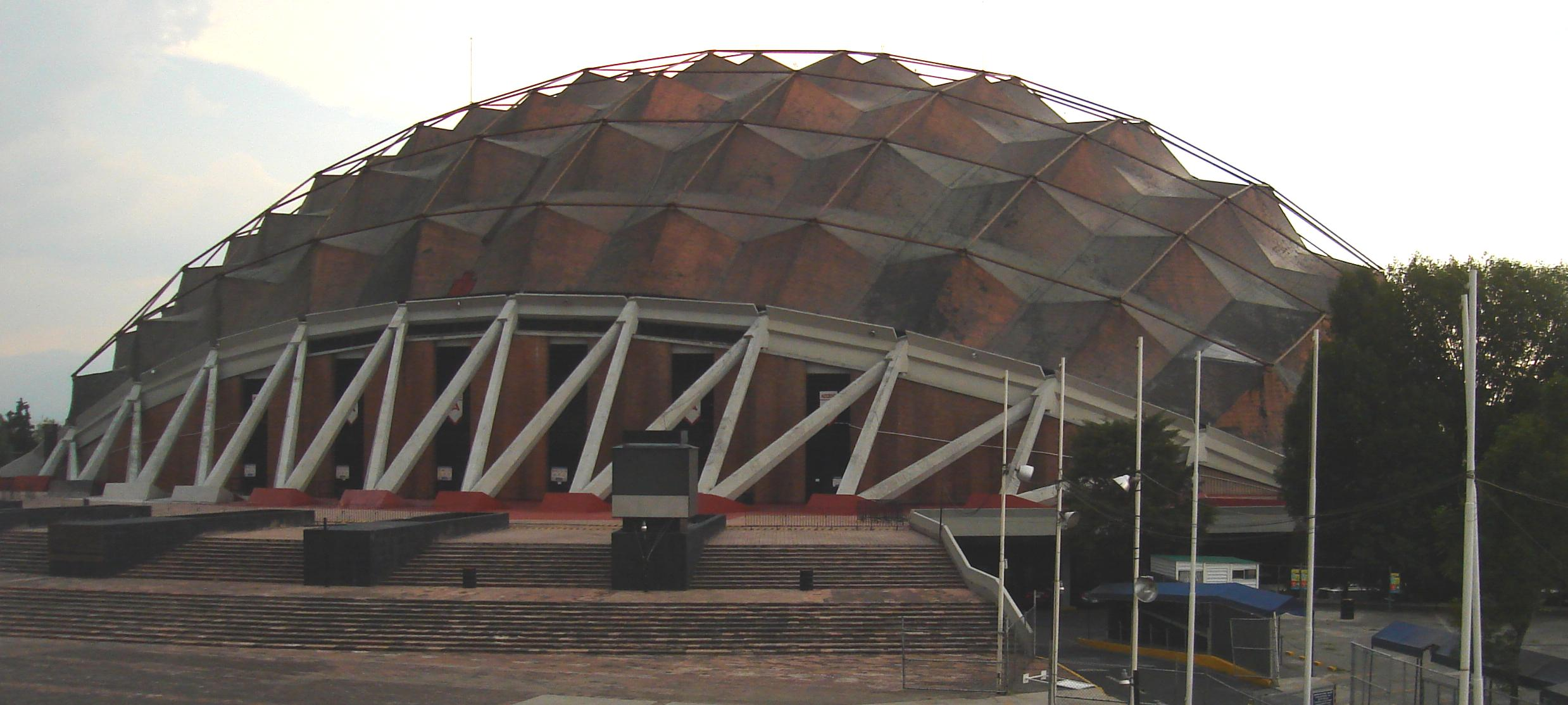
Il Palacio de Los deportes visto dall'esterno

Per la prima volta nella costruzione delle piste per le gare fu utilizzato un nuovo materiale sintetico: il tartan. Il tartan ha la particolare caratteristica di non deformarsi e possiede una grande elasticità, che lo rende capace di agire quasi come una molla, restituendo potenza ai piedi degli atleti.
- Agustín Melgar Olympic Velodrome - Ciclismo (traccia)
- Arena México - Boxe
- Avándaro Golf Club - Equitazione
- Campo Marte – Equitazione
- Campo Militar 1 - Pentathlon moderno (equitazione, corsa)
- Club de Yates de Acapulco - Vela
- Estadio Azteca - Calcio (finale)
- Estadio Cuauhtémoc - Calcio (preliminari)
- Estadio Nou Camp - Calcio (preliminari)
- Stadio Olimpico Universitario - Atletica (anche 20 km e 50 km a piedi), cerimonie (apertura / chiusura), equitazione (squadra salto a squadre)
- Fernando Montes de Oca Fencing Hall - Scherma, Pentathlon Moderno (scherma)
- Alberca Olímpica Francisco Márquez - Immersioni subacquee, pentathlon moderno (nuoto), nuoto, pallanuoto
- Insurgentes Ice Rings - Lotta
- Teatro de los Insurgentes - Sollevamento pesi
- Stadio Jalisco - Calcio preliminari
- Gimnasio Olimpico Juan de la Barrera - Pallavolo
- Juan Escutia Sports Palace - Basket, pallavolo
- Estadio Jesús Martínez "Palillo" - Hockey su prato
- Auditorio Nacional - Ginnastica
- Revolution Ice Rink - Pallavolo
- Ciudad Satélite - Ciclismo
- Piscina universitaria - Pallanuoto
- Vicente Suárez Shooting Range - Pentathlon moderno (tiro)
- Virgilio Uribe Canottaggio e Canoa Corso - Canoa, canottaggio
- Zócalo - Atletica leggera (partenza maratona)

### Controversie

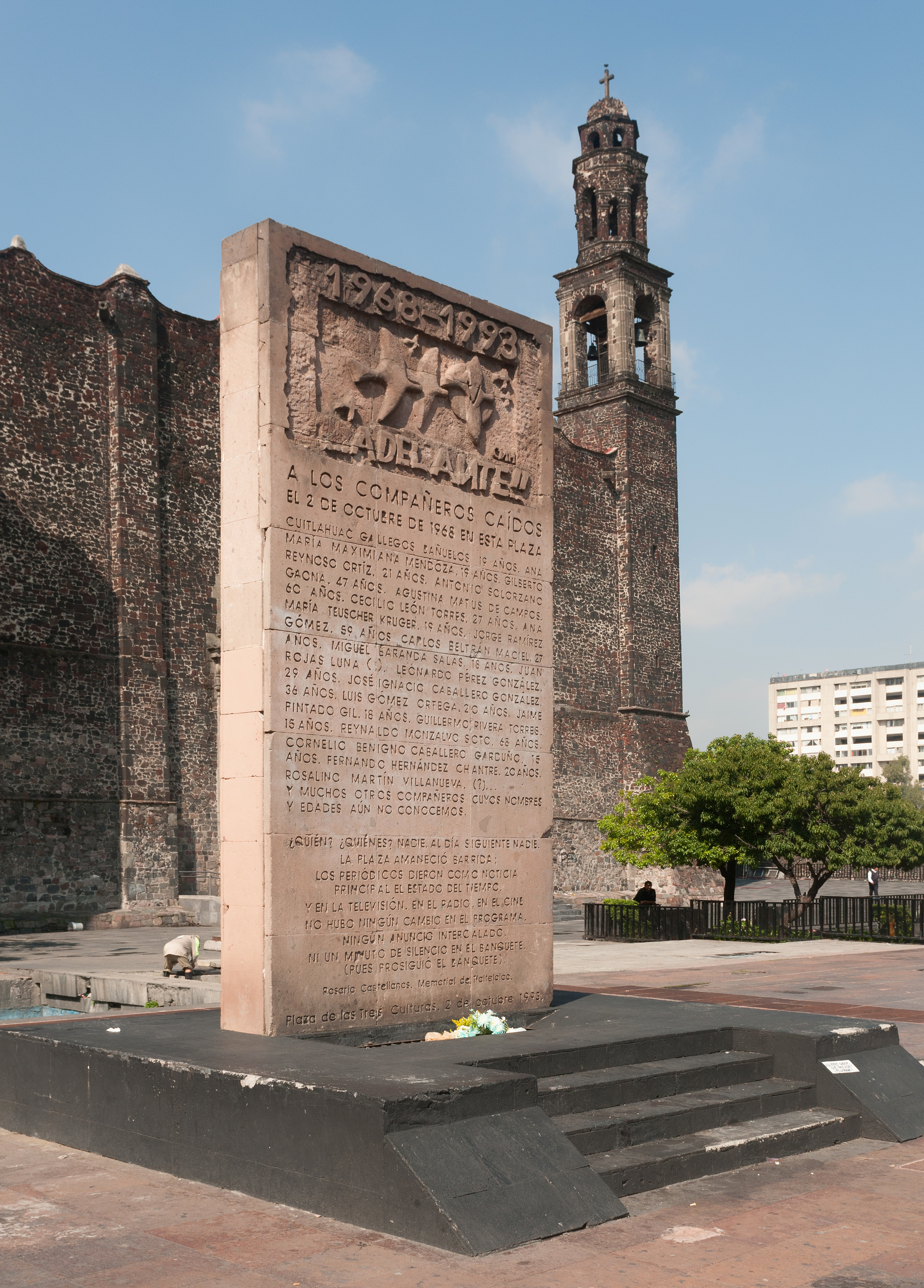
Monumento eretto in Piazza delle Tre Culture a Città del Messico per ricordare le vittime del massacro di Tlatelolco

#### Il massacro pre-olimpico
Il 2 ottobre 1968, dieci giorni prima dell'apertura dei Giochi, nella Piazza delle tre culture a Città del Messico, un gruppo di studenti manifestò pacificamente per protestare contro la grossa spesa sostenuta dal presidente Gustavo Díaz Ordaz per costruire gli impianti per gli imminenti Giochi Olimpici. I soldati, non si sa se per ordine diretto del presidente, iniziarono a sparare ad altezza d'uomo. Fu una strage: non venne mai reso noto il numero dei morti, secondo alcuni forse furono addirittura qualche centinaio.
Alcuni giornalisti erano già presenti sul posto, tra cui l'italiana Oriana Fallaci rimasta ferita e creduta morta, per cui notizie e immagini del massacro non tardarono a fare il giro del mondo e contribuirono all'idea di dover disputare questa edizione dei Giochi in un'altra sede, diversa da Città del Messico. Il presidente del CIO, l'americano conservatore Avery Brundage, si adoperò perché il programma olimpico seguisse il suo corso regolare, come se il fatto non fosse accaduto. Durante la cerimonia di apertura, gli studenti fecero volare un uccello e un aquilone a forma di colomba nera, sopra il palco presidenziale, come una protesta silenziosa per la repressione.
In sintesi fu steso una sorta di “velo pietoso” sulla strage di Tlatelolco, per far sì che i ben più importanti Giochi Olimpici potessero offuscare questo crudele massacro. Da una parte si riuscì nell'impresa, dall'altra però c'è da considerare che i giochi di Città del Messico non furono i primi in cui qualcuno, sfruttando la popolarità delle Olimpiadi, manifesterà per i propri diritti o contro i problemi che avvolgono la società.
C'è da tener conto anche che il 1968, l'anno dei giochi, fu un anno non troppo felice: ci furono la primavera di Praga, gli assassinii di Martin Luther King e Robert Kennedy, la guerra civile e la carestia in Biafra con migliaia di morti per fame, le impiccagioni di neri in Rhodesia e in Sudafrica, il maggio francese e la dilagante rivolta giovanile.

#### Il saluto di Smith e Carlos
Uno degli eventi per il quale questa Olimpiade è oggi principalmente ricordata è la premiazione dei 200 metri piani, durante la quale il vincitore a tempo di record del mondo Tommie Smith e il suo connazionale John Carlos, terzo classificato, alzarono il pugno chiuso guantato in nero in segno di protesta contro il razzismo e in risalto delle lotte del potere nero. Essi ascoltarono l'inno nazionale americano con il capo chinato, tenendo gli occhi fissi sulle loro medaglie come in segno di protesta.
Un atteggiamento analogo venne adottato dalla ginnasta ceca Věra Čáslavská, che trovandosi sul gradino più alto del podio insieme alla sovietica Larisa Petrik dopo la gara di corpo libero, rifiutò di guardare la bandiera dell'URSS e di ascoltarne l'inno, tenendo il capo chinato in segno di protesta a seguito dell'invasione sovietica della Cecoslovacchia.
Questo gesto le costerà un ritiro forzato dalle competizioni e il divieto di viaggiare per 12 anni.

## I Giochi

### Paesi partecipanti

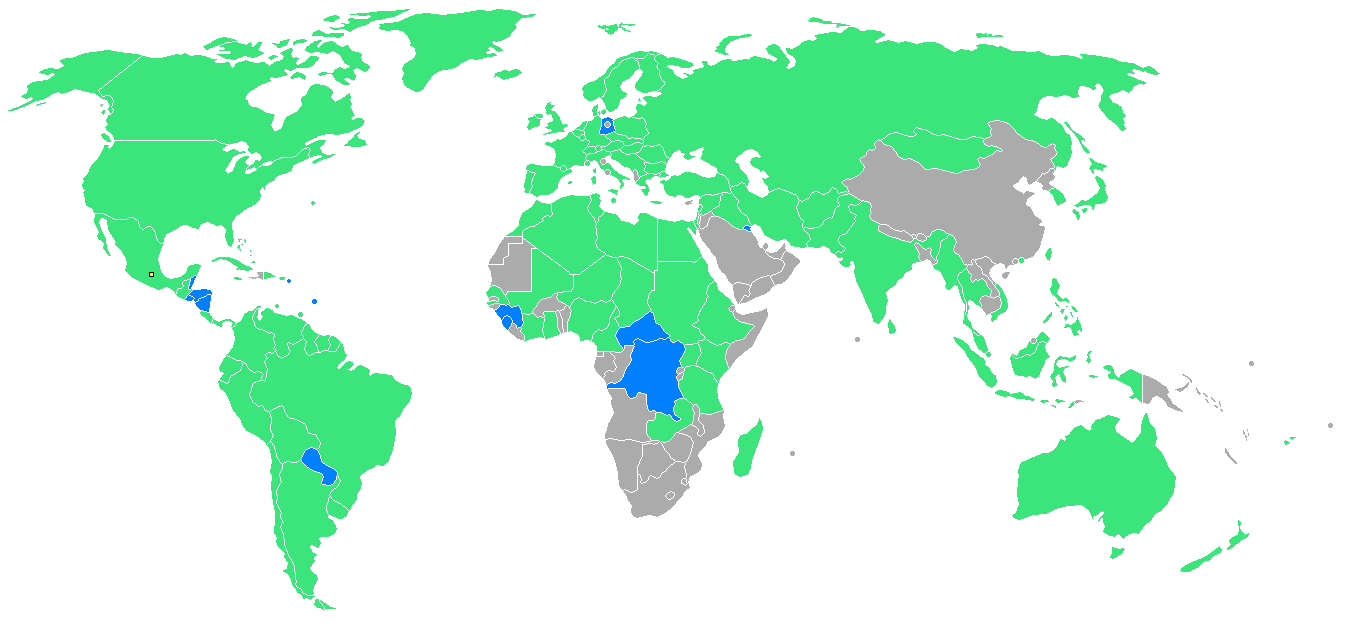
Planisfero delle nazioni partecipanti.

In totale 112 nazioni parteciparono ai Giochi della XIX Olimpiade.
Dopo aver preso parte a tre edizioni dei giochi come squadra unificata, la Germania gareggia in due squadre separate: quella dell'Est e quella dell'Ovest rispettivamente quinta e ottava nel medagliere ufficiale per nazioni. Tuttavia, bandiera e inno sono ancora comuni, e la separazione si completerà quattro anni dopo, curiosamente in terra tedesca, a Monaco di Baviera. 

### Calendario degli eventi
| ● | Cerimonia d'apertura |  | Competizioni | ● | Gare a medaglia | ● | Cerimonia di chiusura |

| Cerimonia d'apertura  | ● |   |   |   |   |   |   |   |   |   |   |   |   |   |   |   | -  |
| Atletica leggera      |   | ● | ● | ● | ● | ● | ● | ● | ● |   |   |   |   |   |   |   | 36 |
| Calcio                |   |   |   |   |   |   |   |   |   |   |   |   |   |   | ● |   | 1  |
| Canoa/kayak           |   |   |   |   |   |   |   |   |   |   |   |   |   | ● |   |   | 7  |
| Canottaggio           |   |   |   |   |   |   |   | ● |   |   |   |   |   |   |   |   | 7  |
| Ciclismo              |   |   |   | ● |   | ● | ● | ● |   | ● |   | ● |   |   |   |   | 7  |
| Equitazione           |   |   |   |   |   |   |   |   |   | ● |   | ● | ● | ● |   | ● | 6  |
| Ginnastica            |   |   |   |   |   |   |   |   |   |   |   | ● | ● | ● | ● |   | 14 |
| Hockey su prato       |   |   |   |   |   |   |   |   |   |   |   |   |   |   | ● |   | 1  |
| Lotta                 |   |   |   |   |   |   |   |   | ● |   |   |   |   |   | ● |   | 16 |
| Nuoto                 |   |   |   |   |   | ● |   | ● | ● | ● | ● | ● | ● | ● | ● |   | 29 |
| Pallacanestro         |   |   |   |   |   |   |   |   |   |   |   |   |   | ● |   |   | 1  |
| Pallanuoto            |   |   |   |   |   |   |   |   |   |   |   |   |   |   | ● |   | 1  |
| Pallavolo             |   |   |   |   |   |   |   |   |   |   |   |   |   |   | ● |   | 2  |
| Pentathlon moderno    |   |   |   |   |   | ● |   |   |   |   |   |   |   |   |   |   | 2  |
| Pugilato              |   |   |   |   |   |   |   |   |   |   |   |   |   |   | ● |   | 11 |
| Scherma               |   |   |   |   | ● | ● |   | ● | ● | ● | ● |   | ● | ● |   |   | 8  |
| Sollevamento pesi     |   | ● | ● | ● | ● | ● | ● | ● |   |   |   |   |   |   |   |   | 7  |
| Tiro                  |   |   |   |   |   |   | ● | ● |   | ● | ● | ● |   |   |   |   | 7  |
| Tuffi                 |   |   |   |   |   |   | ● |   | ● |   |   | ● |   |   | ● |   | 4  |
| Vela                  |   |   |   |   |   |   |   |   |   | ● |   |   |   |   |   |   | 5  |
| Cerimonia di chiusura |   |   |   |   |   |   |   |   |   |   |   |   |   |   |   | ● | -  |

### Avvenimenti principali

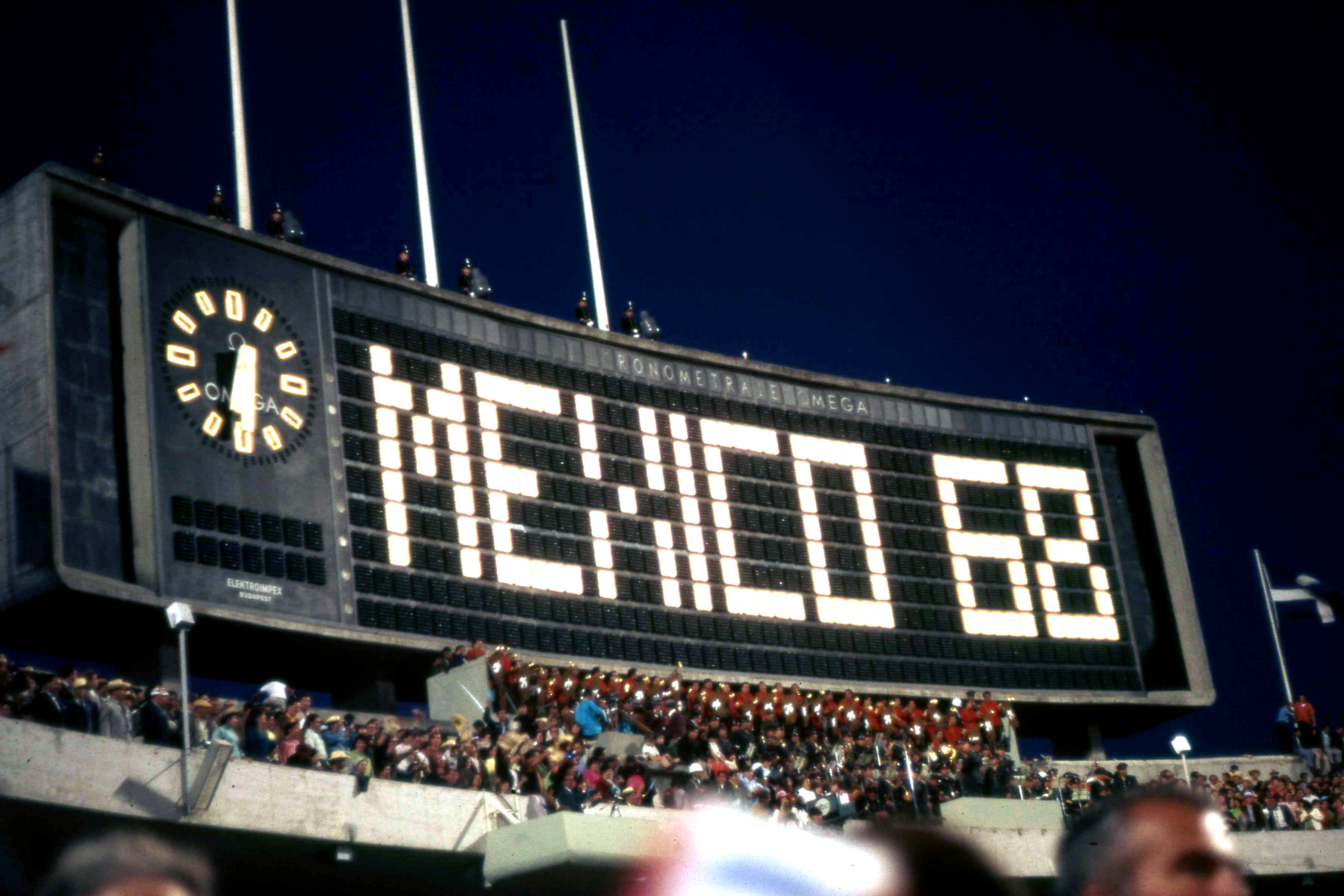
Schermo con la scritta MEXICO 68 durante la cerimonia di apertura dei giochi Olimpici

Sfruttando i benefici dell'altitudine, caddero diversi record mondiali fra i quali quelli di tutte le specialità maschili nella velocità, negli ostacoli e nei salti in estensione.
Per la prima volta l'ultimo tedoforo fu una donna, la messicana Enriqueta Basilio.

## Risultati

### Medagliere
Nell'ormai tradizionale duello tra le due superpotenze, ebbero la meglio gli Stati Uniti, con 45 medaglie d'oro, 28 d'argento e 34 di bronzo, contro le 29 d'oro, 32 d'argento e 30 di bronzo dell'URSS.
Dopo molte edizioni concluse almeno tra le prime 10 nazioni, l'Italia con solo 3 medaglie d'oro, 4 d'argento e 9 di bronzo scivolò al tredicesimo posto nel medagliere ufficiale per nazioni.
| Posizione | Paese            |     |     |     | Totale |
| --------- | ---------------- | --- | --- | --- | ------ |
| 1         | Stati Uniti      | 45  | 28  | 34  | 107    |
| 2         | Unione Sovietica | 29  | 32  | 30  | 91     |
| 3         | Giappone         | 11  | 7   | 7   | 25     |
| 4         | Ungheria         | 10  | 10  | 12  | 32     |
| 5         | Germania Est     | 9   | 9   | 7   | 25     |
| 6         | Francia          | 7   | 3   | 5   | 15     |
| 7         | Cecoslovacchia   | 7   | 2   | 4   | 13     |
| 8         | Germania Ovest   | 5   | 11  | 10  | 26     |
| 9         | Australia        | 5   | 7   | 5   | 17     |
| 10        | Gran Bretagna    | 5   | 5   | 3   | 13     |
| 11        | Polonia          | 5   | 2   | 11  | 18     |
| 12        | Romania          | 4   | 6   | 5   | 15     |
| 13        | Italia           | 3   | 4   | 9   | 16     |
| 14        | Kenya            | 3   | 4   | 2   | 9      |
| 15        | Messico          | 3   | 3   | 3   | 9      |
| 16        | Jugoslavia       | 3   | 3   | 2   | 8      |
| 17        | Paesi Bassi      | 3   | 3   | 1   | 7      |
| 18        | Bulgaria         | 2   | 4   | 3   | 9      |
| 19        | Iran             | 2   | 1   | 2   | 5      |
| 20        | Svezia           | 2   | 1   | 1   | 4      |
| 21        | Turchia          | 2   | 0   | 0   | 2      |
| 22        | Danimarca        | 1   | 4   | 3   | 8      |
| 23        | Canada           | 1   | 3   | 1   | 5      |
| 24        | Finlandia        | 1   | 2   | 1   | 4      |
| 25        | Etiopia          | 1   | 1   | 0   | 2      |
| 25        | Norvegia         | 1   | 1   | 0   | 2      |
| 27        | Nuova Zelanda    | 1   | 0   | 2   | 3      |
| 28        | Tunisia          | 1   | 0   | 1   | 2      |
| 29        | Pakistan         | 1   | 0   | 0   | 1      |
| 29        | Venezuela        | 1   | 0   | 0   | 1      |
| 31        | Cuba             | 0   | 4   | 0   | 4      |
| 32        | Austria          | 0   | 2   | 2   | 4      |
| 33        | Svizzera         | 0   | 1   | 4   | 5      |
| 34        | Mongolia         | 0   | 1   | 3   | 4      |
| 35        | Brasile          | 0   | 1   | 2   | 3      |
| 36        | Belgio           | 0   | 1   | 1   | 2      |
| 36        | Corea del Sud    | 0   | 1   | 1   | 2      |
| 36        | Uganda           | 0   | 1   | 1   | 2      |
| 39        | Camerun          | 0   | 1   | 0   | 1      |
| 39        | Giamaica         | 0   | 1   | 0   | 1      |
| 41        | Argentina        | 0   | 0   | 2   | 2      |
| 42        | Grecia           | 0   | 0   | 1   | 1      |
| 42        | India            | 0   | 0   | 1   | 1      |
| 42        | Taiwan           | 0   | 0   | 1   | 1      |
| Totale    | Totale           | 174 | 170 | 182 | 526    |

### Protagonisti
- Tommie Smith, già citato precedentemente per il famoso saluto, è anche il primo atleta al mondo a scendere sotto i 20" nei 200 m.
- Gli atleti statunitensi Jim Hines e Tommie Smith dominano rispettivamente i 100 e 200 stabilendo due nuovi record mondiali.
- Nel salto in lungo l'americano Bob Beamon è autore di un balzo di 8,90 m, migliorando di 55 centimetri il precedente record mondiale. Tale misura raggiunta da Beamon era talmente innovativa che il misuratore ottico, tarato sino a 8,60 m, non riuscì a misurarla. I giudici utilizzarono una vecchia cordella metrica d'acciaio.[3] Tale primato sarà battuto solo 23 anni dopo da Mike Powell.
- In questa edizione si ha la prima squalifica per doping della storia olimpica: il pentatleta svedese Hans-Gunnar Liljenwall viene infatti escluso dalla gara a squadre, insieme ai suoi compagni, dopo che, al termine della gara individuale di tiro, gli viene riscontrato un tasso alcolemico sopra al consentito.
- L'italiano Giuseppe Gentile realizza durante la qualificazione per il salto triplo un nuovo primato mondiale (17,10 m). Durante la finale, tenutasi il giorno dopo, Gentile, pur migliorando ulteriormente il record mondiale con un ragguardevole 17,22, finì al terzo posto battuto prima dal brasiliano Nélson Prudêncio (17,27 m), e dopo dal sovietico Viktor Saneev che arrivò addirittura a 17,39. Saneev conquisterà la medaglia d'oro anche alle Olimpiadi di Monaco di Baviera 1972 e Montréal 1976.
- Lo statunitense Dick Fosbury è oro nel salto in alto con un'innovativa tecnica di salto assolutamente inedita: dopo una rincorsa di otto passi, all'ultima battuta Fosbury si lancia volgendo le spalle all'asticella e, con un gran colpo di reni, la supera con il tronco, e solo in seguito con le gambe. Seppure all'inizio ampiamente criticato, lo stile “alla Fosbury” rivoluzionerà nel giro di pochi anni il salto in alto.
- Nel nuoto maschile gli statunitensi conquistano dieci titoli su sedici, ma non riescono a trionfare nei due titoli più prestigiosi: i 100 e 200 stile libero, che sono vinti entrambi dall'australiano Michael Wenden. Il tedesco dell'est Roland Matthes domina i 100 e 200 m dorso.
- Klaus Dibiasi, tuffatore italiano, vince l'oro dalla piattaforma 10 m e l'argento dal trampolino 3 m.
- La ginnasta cecoslovacca Věra Čáslavská è medaglia d'oro nel concorso generale individuale, nel corpo libero, nelle parallele asimmetriche e nella trave d'equilibrio. Il giorno prima della chiusura dei Giochi sposò il connazionale Josef Odložil, medaglia d'argento nei 1500 piani a Tokyo 1964.
- Nella ginnastica maschile il giapponese Sawao Katō è oro nel corpo libero, nel concorso generale a squadre e in quello individuale, dove supera il russo Michail Voronin solo nell'ultimo esercizio. Un altro giapponese, Akinori Nakayama, si aggiudica 4 medaglie d'oro negli anelli, nelle parallele, nella sbarra (ex aequo), e nel concorso generale a squadre.